# Provincia de Cundinamarca
La provincia de Cundinamarca fue una división administrativa y territorial de la República de la Nueva Granada, creada el 6 de mayo de 1852 cuando fue subdividida la provincia de Bogotá. La provincia existió hasta el 24 de mayo de 1855, cuando fue suprimida y su territorio reintegrado a la provincia de Bogotá. Al constituirse el Estado Soberano de Cundinamarca en 1857, Cundinamarca formó parte de él como una de sus divisiones administrativas, pero con el nombre de «provincia de Chocontá»; con la constitución de 1886 el país entró en una nueva era administrativa, y los estados pasaron a denominarse departamentos, pero con la misma configuración territorial previa.

## Geografía

### Aspecto físico
La provincia estaba ubicada en el noreste del actual departamento colombiano de Cundinamarca, abarcando el territorio de las actuales provincias de Almeidas y Ubaté. El territorio era altamente montañoso pues la Cordillera Oriental recorría la provincia de sur a norte. El accidente geográfico más destacado era la Laguna de Fúquene, al norte de la provincia.

### División territorial
La provincia estaba dividida en tres cantones: Chocontá, Ubaté y Guateque. Todos ellos estaban divididos en distritos parroquiales y aldeas, de la siguiente manera:
- Cantón de Chocontá: Chocontá, Machetá, Manta y Tibirita.
- Cantón de Guateque: Guateque, Guayatá, Somondoco y Sutatenza.
- Cantón de Ubaté: Ubaté, Cucunubá, Fúquene, Guachetá, La Mesa, Lenguazaque, Simijaca, Susa, Suta y Tausa.